# Ascorbinezuur
Ascorbinezuur, beter bekend als vitamine C, is een wateroplosbare organische verbinding met als brutoformule C6H8O6. Ascorbinezuur is betrokken bij verschillende fysiologische processen, zoals de vorming van bindweefsel, de opname van ijzer en instandhouding van het immuunsysteem. Hoewel de meeste dieren in staat zijn vitamine C zelf aan te maken, is het voor de mens een essentieel nutriënt, een stof die enkel uit voeding kan worden verkregen.
De belangrijkste bronnen van vitamine C zijn citrusvruchten en andere soorten fruit, evenals de groeiende uiteinden (knoppen en scheuten) van verscheidene planten. De vitamine wordt vaak als antioxidant toegevoegd aan levensmiddelen. Het E-nummer van ascorbinezuur is E300.
De naam ascorbinezuur is afgeleid van a (niet) en scorbutus, een woord dat verbasterd is tot scheurbuik. Ascorbinezuur werd in 1932 geïdentificeerd als het middel dat scheurbuik geneest. Van ascorbinezuur afgeleide zouten worden ascorbaten genoemd. Ascorbaat is de dominante vorm waarin vitamine C in het lichaam voorkomt.

## Geschiedenis
In de 18e eeuw werd bekend dat met name citroensap een probaat middel was ter voorkoming van scheurbuik. In eerste instantie dacht men dat het zuur van de citroen scheurbuik voorkwam. Geneesheren of kwakzalvers uit die tijd gaven soms azijn tegen scheurbuik, wat niet hielp. Vanaf het einde van de 19e eeuw was men op zoek naar de zogenaamde “antischeurbuikfactor”. Verscheidene soorten fruit en groente werden onderzocht op de mate waarin zij scheurbuik konden voorkomen. Inmiddels was ook bekend dat de stoffen die scheurbuik konden voorkomen, reducerende eigenschappen hadden.
Sinds 1920 was bekend dat in de bijnieren oxiderende stoffen voorkomen. In 1928 deed Albert Szent-Györgyi onderzoek naar stoffen die deze effecten tegengaan: reducerende stoffen. Daarbij ontdekte hij een stof die hij de naam hexoruninezuur gaf. Szent-Györgyi gaf aan, dat deze stof identiek leek te zijn aan de reducerende stof in citroensap. Deze stof was al langer bekend onder de namen vitamine C en antischeurbuikfactor. Men had toen echter nog geen idee wat de chemische structuur van deze stof was. In Pittsburg wist Charles Glen King de door Szent-Györgyi beschreven stof hexurinezuur te isoleren uit citroensap, en voegde de verkregen kristallen toe aan het voer van een aantal proefdiercavia's. Als eerste publiceerde hij op 4 april 1932 het bewijs, dat hexurinezuur in citroensap inderdaad overeenkwam met vitamine C. 
In 1932 kwamen ook Tillmans en Hirsch met aanwijzingen dat de stof van Szent-Györgyi, het hexoruninezuur, weleens vitamine C kon zijn. In 1933 werd bekend dat de stof van Szent-Györgyi identiek bleek te zijn aan vitamine C/antischeurbuikfactor, en de naam hexoruninezuur werd vervangen door ascorbinezuur.
De Amerikaanse arts Frederick R. Klenner heeft medio 20e eeuw gepropageerd vitamine C als geneesmiddel bij vele ziekten toe te passen door de dosis sterk te verhogen. Tientallen grammen vitamine C per dag toedienen door middel van injecties was geen uitzondering. Er is echter nimmer aangetoond dat hierdoor de kans op bijvoorbeeld verkoudheden of andere virale infecties zou dalen. De onderzoeken van Klenner voldeden niet aan de eisen van de modern methodologisch onderzoek (dubbelblind gerandomiseerd onderzoek met controlegroep).

## Biochemie
Vitamine C komt in twee vormen voor, die beide aanwezig zijn in diverse biologische weefsels en voeding, namelijk L-ascorbinezuur en L-dehydroascorbinezuur. Deze vormen kunnen door redoxchemie via een tussenvorm in elkaar overgaan.
Strikt genomen zouden deze drie stoffen apart gedefinieerd moeten worden. In de praktijk worden de termen vitamine C en ascorbinezuur als synoniemen gebruikt.
Een stereo-isomeer van ascorbinezuur is erythorbinezuur. Deze verbinding is ook onder de naam iso-ascorbinezuur bekend.

### Endosynthese
Planten en de meeste gewervelde dieren zijn in staat om hun eigen vitamine C te maken. De mens, mensapen, vleerhonden (tropen), cavia's, beenvissen en bepaalde zangvogels vormen daar uitzonderingen op en kunnen zelf geen vitamine C aanmaken. Dit wordt veroorzaakt door een defect in het gulonolacton-oxidase-gen (GULO-gen), het laatste van een reeks van 5 genen die zorgen voor de enzymen die glucose omzetten in ascorbinezuur. Genoemde diersoorten kunnen het enzym L-gulonolacton-oxidase niet maken, waardoor de laatste stap in de synthese van vitamine C niet kan plaatsvinden. In die gevallen moet er ascorbinezuur via de voeding binnenkomen. Voor de mens en de genoemde diersoorten is vitamine C dus een zogenaamd essentieel nutriënt.

## Functies
- Nodig bij de synthese van collageen, de meest voorkomende bouwstof van het menselijk lichaam
- Nodig bij het spiermetabolisme
- Versterkt de absorptie van ijzer in de darm
- Nodig bij de synthese van hormonen
- Functioneert als co-enzym in meer dan 800 verschillende biochemische reacties in het lichaam, waaronder hydroxylering
- Nodig in het immuunsysteem[12][13]

### Natuurlijke bronnen
De gele of rode paprika is in verhouding een grote bron van vitamine C onder de groenten, en bij fruit is dit de kiwi (zie tabel hieronder). Een paprika bevat twee keer zoveel vitamine C per 100 gram als een kiwi, maar men eet sneller 100 gram kiwi dan 100 gram paprika, dat vaak verwerkt is in een (hoofd)maaltijd. De sinaasappel bevat naar verhouding veel minder vitamine C. Een uitgeperste sinaasappel bevat ongeveer evenveel vitamine C als een sinaasappel die wordt gegeten.
| groente/fruit           | mg vitamine C per 100 gram |
| ----------------------- | -------------------------- |
| Rozenbottels            | 1250                       |
| Baobabvrucht            | 280                        |
| Guave                   | 220                        |
| Paprika, gemiddeld      | 150                        |
| Zwarte bessen           | 150                        |
| Peterselie              | 154                        |
| Witlof                  | 5 (rauw), 2 (bereid)       |
| Broccoli                | 93,2                       |
| Paprika, groen          | 89,3                       |
| Spruitjes               | 85                         |
| Kiwi                    | 65                         |
| Koolraap                | 62                         |
| Papaja                  | 61,8                       |
| Kool, rode              | 57                         |
| Aardbeien               | 56,7                       |
| Sinaasappel             | 53,2                       |
| Citroen                 | 53                         |
| Kool, witte             | 51                         |
| Bloemkool               | 46,4                       |
| Kool, Chinese           | 45                         |
| Zoete aardappel, bataat | 26                         |
| Aardappel (rauw)        | 16                         |

### Opname in het lichaam
In het algemeen wordt vitamine C uit groente en fruit goed door het lichaam opgenomen. Vitamine C uit gekookte broccoli, sinaasappelsap, fruit en synthetische vitamine C (zoals deze voorkomt in een vitaminepil of voedingssupplement), hebben dezelfde biologische beschikbaarheid (d.w.z.: ze worden even goed door het lichaam opgenomen). Een dosis (synthetische) vitamine C in pilvorm van maximaal 180 mg (meer dan dagelijks nodig is) wordt voor ten minste 80% door het lichaam opgenomen. Het belang van flavonoïden bij de opname van vitamine C is nog onvoldoende aangetoond. De vitamine C-inhoud in eenzelfde stuk groente of fruit kan sterk verschillen: de hoeveelheid vitamine C in sinaasappels, afkomstig van dezelfde plantage, verschilt zelfs per sinaasappel. Het opslaan van en bewerken (koken e.d.) van voedsel beïnvloedt de hoeveelheid vitamine C. Zo wordt vitamine C uit rauwe broccoli 20% minder goed opgenomen dan die uit gekookte broccoli.
De inname (als voedingssupplement) tot een maximum van enkele grammen vitamine C per dag, leidt tot dezelfde hoeveelheid vitamine C in het bloed als 200-300 mg vitamine C afkomstig uit voedsel. Dat betekent dat het slikken van enkele grammen (of minder) vitamine C per dag zinloos is, als men voldoende groente en fruit eet. Er zijn mensen die baat menen te hebben bij hogere concentraties vitamine C in het bloed, bijvoorbeeld ter voorkoming van een verkoudheid. Echter, om dat te bereiken dient men bijzonder veel te slikken, omdat het lichaam zeer efficiënt is in het verwijderen van vitamine C. De effectiviteit van dergelijke megadoses is overigens niet aangetoond en ze kunnen ook bijwerkingen hebben, zoals diarree.

## Verliezen
Ten gevolge van tijd, luchtvochtigheid, omgevingstemperatuur, licht, water en hitte, gaat er vitamine C verloren.

### Transport
Transportduur, kou, warmte en vochtigheid zijn nadelig voor het behoud van vitamine C in groenten en fruit tussen het moment van oogst en dat ze in de winkel liggen. Bij spinazie is het verlies aan vitamine C na 7 dagen na de oogst en bewaren bij 4 graden Celsius 80%.

### Bewaarduur
De bewaartijd, inclusief uitstallingsduur in de winkel voor groenten en fruit bedraagt maximaal 5 dagen bij een temperatuur van 5 graden Celsius. Bij aardappelen bedraagt het verlies na een bewaarduur van drie maanden in het donker bij een temperatuur van 12 graden Celsius 50%.

### Bereiding
Tijdens de bereiding van voedsel gaat veel vitamine C verloren. Bijvoorbeeld bij het koken van geschilde aardappelen gaat 40% verloren, bij stomen wordt dit beperkt tot 20%. Het koken van verse groenten levert een verlies op van 5-55%. Het zo kort mogelijk koken beperkt verlies, zodat bereiding in een hogedrukpan de beste methode is.

### Persen
Zodra fruit geperst of op andere manier bewerkt wordt, gaat ten gevolge van het aan de lucht blootstellen het proces van verlies aan vitamine C beginnen. Echter, het zuur van het fruit gaat al te snelle afbraak tegen, zodat geperst sap nog zo’n drie dagen in de koelkast kan worden bewaard, met een aanvaardbaar verlies.

### Bewerken
Het bewerken van vruchten tot jam levert tijdens het proces grote verliezen op. Rozebottels leveren 1250 mg vitamine C (per 100 gram), terwijl rozebotteljam nog maar 55 mg bevat.

### Snijden
Bij het snijden van groenten gaat ook snel vitamine C verloren door oxidatie van de vitamine aan de snijvlakken.

### Invriezen
Invriezen heeft een grote negatieve invloed op het behoud van vitamine C.

### Bewaren
Het bereide voedsel dient zo kort mogelijk na de bereiding te worden gegeten. Hierna gaat het nog resterende deel van de vitamine C snel achteruit.

### Tabletten
Vitamine C tabletten zijn onderhevig aan temperatuur en luchtvochtigheid als ze in een reeds geopende pot worden bewaard. Een blisterverpakking verdient de voorkeur qua luchtvochtigheid. Tabletten of capsules met alleen ascorbinezuur en zonder hulpstoffen als rutine, hesperidine, bioflavonoïden (zoals rozebottel en acerola) worden door het lichaam minder goed opgenomen dan supplementen met deze hulpstoffen, die vooral in fruit voorkomen.

## Symptomen scheurbuik
Symptomen van scheurbuik zijn onder meer zwellingen en bloedingen van het tandvlees, petechiën, vooral op onderbenen, slapte, stijve en pijnlijke ledematen en inwendige bloedingen. Deze symptomen worden uitgelokt door de verzwakking van bindweefsel. Er is geen sprake van een specifieke buikaandoening. Onbehandelde scheurbuik is op lange termijn dodelijk.
Studies bij gezonde vrijwilligers hebben uitgewezen dat vitamine C-tekort in minder dan een maand kan ontstaan.

## Benodigde hoeveelheden vitamine C per dag
Voor de stofwisseling is een kleine hoeveelheid nodig; een dosis van 60 milligram, verspreid over de dag, wordt aanbevolen.
Volgens de chemicus en Nobelprijswinnaar Linus Pauling zou de dagelijkse inname 2,3 tot 9,5 gram moeten bedragen. De meeste voedingsdeskundigen zijn dit niet met hem eens.
| Doelgroep  | mg vitamine C per dag |
| ---------- | --------------------- |
| Kinderen   |                       |
| 0-6 mnd.   | 40                    |
| 7-12 mnd.  | 50                    |
| 1-3 jr.    | 15                    |
| 4-8 jr.    | 25                    |
| Mannen     |                       |
| 9-13 jr.   | 45                    |
| 14-18 jr.  | 75                    |
| 19+jr.     | 90                    |
| Vrouwen    |                       |
| 9-13 jr.   | 45                    |
| 14-18 jr.  | 65                    |
| 19+ jr.    | 75                    |
| Zwanger    |                       |
| tot 18 jr. | 80                    |
| 19+ jr.    | 85                    |
| Zogend     |                       |
| tot 18 jr. | 115                   |
| 19+ jr.    | 120                   |

## Klinische toepassingen

### Vitamine C en verkoudheid
Een Cochrane-review van onderzoeken naar het effect van vitamine C als preventie tegen verkoudheid en ter behandeling van de symptomen van verkoudheid leverde de volgende conclusies op: hoeveelheden tot 2 gram per dag gaven een minimale vermindering van de kans op een verkoudheid, ca 5%, wat net statistisch significant was bij 11.000 patiënten. In een subgroep die zware lichamelijk arbeid verrichtte (mariniers op oefening in de sneeuw), was er wel een klinisch significant effect, een reductie van ca 50%. Bij dertig onderzoeken met samen 9676 patiënten trad een geringe reductie van 8% in de duur van de verkoudheid op, bij kinderen wat meer, 13%. Dit was wederom statistisch significant. Behandeling met vitamine C nadat de eerste symptomen van verkoudheid al waren opgetreden (7 onderzoeken, meer dan 3000 verkoudheidsepisoden), gaf geen significant verschil met een placebo te zien, noch voor de symptomen, noch voor de duur van de verkoudheid. De onderzoekers die de review deden, concluderen dat "Het gebruik van megadoses vitamine C om verkoudheden te voorkomen wegens gebrek aan effect in de algemene bevolking niet gerechtvaardigd is", maar dat "het wel te rechtvaardigen is bij personen die kortdurende hevige inspanningen moeten leveren en/of in een koude omgeving". Voorstanders werpen dan weer tegen dat het effect pas bij nog grotere doses merkbaar zou worden; maar dan is het weer nagenoeg onmogelijk om het onderzoek dubbelblind te doen, doordat er dan duidelijke bijwerkingen op het maag-darmkanaal op gaan treden.

### Vitamine C en kanker

#### Preventie
Een Cochrane review naar het effect van verschillende antioxidantia (onder andere vitamine C: vier onderzoeken van hoge kwaliteit) toonde geen effect van antioxidantia op het tegengaan van kankers van het maag-darmkanaal aan. Er waren zelfs aanwijzingen dat de mortaliteit toe zou kunnen nemen.

#### Kankertherapie
De inzet van vitamine C in de kankertherapie begon in 1978 met een publicatie van Linus Pauling en Ewan Cameron in het tijdschrift Proceedings of the National Academy of Sciences. Zij vonden dat toediening van 10 gram vitamine C per dag, waarbij de eerste 10 dagen parenteraal (via injecties of infuus) toegediend werd, de overleving van 100 terminale kankerpatiënten verbeterde in vergelijking met 100 niet behandelde patiënten. De studie werd bekritiseerd vanwege de studieopzet (niet gerandomiseerd, controlegroep niet vergelijkbaar). Kort daarna werden twee studies gepubliceerd die wél aan de wetenschappelijke eisen voldeden en waarin geen effect werd gevonden van vitamine C bij kanker. Sindsdien wordt aan mensen die een chemokuur en/of bestraling ondergaan, afgeraden om supplementen met vitamine C te slikken.
Voor oraal toegediende vitamine C is die conclusie sindsdien niet veranderd. Maar voor vitamine C die parenteraal wordt toegediend, waarbij veel hogere weefselconcentraties bereikt kunnen worden dan ooit met orale toediening mogelijk is, zijn wetenschappers tot de conclusie gekomen dat die resolute afwijzing van vitamine C in de kankertherapie heroverweging verdient.
In hoge concentraties blijkt vitamine C toxisch te zijn voor kankercellen (in weefselkweek). Megadoseringen vitamine C genereren waterstofperoxide, dat sommige kankercellen selectief doodt zonder de gezonde cellen aan te tasten. Vitamine C-deficiëntie blijkt de overlevingsprognose van kankerpatiënten duidelijk te verslechteren.
Franse wetenschappers bewezen in februari 2009 dat vitamine C (in zeer hoge doses, parenteraal toegediend) in staat was om de groei van kankercellen te vertragen en onder controle te houden. Bij muizen met kanker werd vitamine C geïnjecteerd. De vitamine had geen vervelende nevenwerkingen op de dieren, de overlevingstijd van de proefdieren steeg enorm, de tumorgroei werd stopgezet en de vorming van metastasen (uitzaaiingen) blokkeerde volledig. Een soortgelijk resultaat was eerder al bij muizen gevonden, evenals in in-vitro-onderzoek.
Naar aanleiding van een aantal publicaties waarbij, in individuele gevallen, parenteraal toegediende vitamine C gunstige effecten had in de kankertherapie publiceerden onderzoekers van de Kwandong Universiteit in Zuid-Korea in 2007 een onderzoek waarbij vitamine C, zowel parenteraal als oraal toegediend, de levenskwaliteit van terminale kankerpatiënten signifcant bleek te kunnen verbeteren. Inmiddels zijn er nog andere casusbeschrijvingen gepubliceerd van patiënten bij wie de tumor compleet verdween als gevolg van parenteraal toegediende hoge doseringen vitamine C.
Uit onderzoek van de Consumentenbond in 2005 naar het verschil tussen biologische en gangbare groenten bleken 10 van de 14 onderzochte groenten (zowel biologisch als gangbaar) méér dan 60% minder vitamine C te bevatten dan oude voedingsmiddelentabellen aangaven, maar die nog steeds gebruikt werden.

## Te veel vitamine C
Voorbeelden van de giftigheid van vitamine C zijn zeldzaam. De meeste mensen verdragen enkele grammen per dag probleemloos. Doses vanaf ongeveer 10 gram kunnen aanleiding geven tot het ontstaan van diarree. In zeldzame gevallen kan orgaanschade ontstaan. Door ijzerstapeling ontstaan nierstenen of treden er andere ernstige bijwerkingen op. In de meeste van deze gevallen hadden de betrokken patiënten een onderliggende ziekte. Het lijkt erop dat het lichaam een beschermingsmechanisme heeft tegen hoge doses vitamine C: voor doses van 200 milligram of meer geldt dat de opname ervan door het lichaam sterk afneemt.
Tevens is het zo, dat excessieve hoeveelheden vitamine C die in het bloed zijn terechtgekomen, efficiënt met de urine worden uitgescheiden. Over de veiligheid van vitamine C die intraveneus wordt toegediend, is veel minder bekend.

### Reboundeffect
Wanneer er plotseling gestopt wordt na het dagelijks gebruik van zeer hoge doseringen vitamine C (vele grammen), kan het zogenaamde reboundeffect optreden. Dit verschijnsel houdt in, dat mensen die langdurig hoge doses vitamine C geslikt hebben, plotseling verschijnselen van vitamine C-tekort gaan vertonen. Dit kan verklaard worden doordat ascorbaat-afhankelijke enzymreacties nog 24 tot 48 uur doorgaan nadat de inname van vitamine C is gestopt, waardoor er vitamine C wordt verbruikt die niet aangevuld wordt.